# Tunezja na Letnich Igrzyskach Olimpijskich 2024
Tunezja na Letnich Igrzyskach Olimpijskich 2024 ― reprezentacja Tunezji na Letnich Igrzyskach Olimpijskich 2024, które odbywały się od 26 lipca do 11 sierpnia 2024 w Paryżu. Kraj reprezentowało 27 sportowców - 13 mężczyzn i 14 kobiet, występujących w 15 dyscyplinach. Był to szesnasty występ zawodników z Tunezji na letnich igrzyskach olimpijskich.

## Skład reprezentacji

### Boks
| Zawodniczka    | Konkurencja  | 1/16 finału         | 1/8 finału          | Ćwierćfinał         | Półfinał            | Finał               | Pozycja | Źródło |
| Zawodniczka    | Konkurencja  | Przeciwniczka Wynik | Przeciwniczka Wynik | Przeciwniczka Wynik | Przeciwniczka Wynik | Przeciwniczka Wynik | Pozycja | Źródło |
| -------------- | ------------ | ------------------- | ------------------- | ------------------- | ------------------- | ------------------- | ------- | ------ |
| Khouloud Hlimi | do 57 kg (k) | BYE                 | Yıldız P 0-5        | NQ                  | NQ                  | NQ                  | 9.      | [ 1 ]  |

### Judo
| Zawodniczka     | Konkurencja  | 1/16 finału         | 1/8 finału          | Ćwierćfinał         | Półfinał            | Finał               | Pozycja | Źródło      |
| Zawodniczka     | Konkurencja  | Przeciwniczka Wynik | Przeciwniczka Wynik | Przeciwniczka Wynik | Przeciwniczka Wynik | Przeciwniczka Wynik | Pozycja | Źródło      |
| --------------- | ------------ | ------------------- | ------------------- | ------------------- | ------------------- | ------------------- | ------- | ----------- |
| Oumaima Bedioui | do 48 kg (k) | Hoàng W 1-0         | Boukli P 0-10       | NQ                  | NQ                  | NQ                  | 9.      | [ 2 ] [ 3 ] |
| Sarra Mzougui   | od 78 kg (k) | Nunes P 0-10        | NQ                  | NQ                  | NQ                  | NQ                  | 17.     | [ 4 ]       |

### Kajakarstwo
| Zawodnik          | Konkurencja    | Eliminacje | Eliminacje | Ćwierćfinał | Ćwierćfinał | Półfinał | Półfinał | Finał | Finał   | Pozycja | Źródła      |
| Zawodnik          | Konkurencja    | Czas       | Pozycja    | Czas        | Pozycja     | Czas     | Pozycja  | Czas  | Pozycja | Pozycja | Źródła      |
| ----------------- | -------------- | ---------- | ---------- | ----------- | ----------- | -------- | -------- | ----- | ------- | ------- | ----------- |
| Salim Jemai       | slalom C-1 (m) | 128,42     | 20.        | NQ          | NQ          | NQ       | NQ       | NQ    | NQ      | 20.     | [ 5 ]       |
| Salim Jemai       | slalom K-1 (m) | 90,03      | 17.        | —           | —           | 106,68   | 17.      | NQ    | NQ      | 17.     | [ 6 ] [ 7 ] |
| Ghailene Khattali | C-1 1000 m (m) | 4:23,05    | 5.         | 4:28,44     | 5.          | NQ       | NQ       | NQ    | NQ      | 25.     | [ 8 ]       |

| Zawodnik    | Konkurencja | Kwalifikacje | Kwalifikacje | Runda 1 | Repasaż | Eliminacje | Ćwierćfinał | Półfinał | Finał | Pozycja | Źródła |
| Zawodnik    | Konkurencja | Czas         | Pozycja      | Runda 1 | Repasaż | Eliminacje | Ćwierćfinał | Półfinał | Finał | Pozycja | Źródła |
| ----------- | ----------- | ------------ | ------------ | ------- | ------- | ---------- | ----------- | -------- | ----- | ------- | ------ |
| Salim Jemai | cross KX-1  | 68,91        | 12.          | 2.      | BYE     | 3.         | NQ          | NQ       | NQ    | 18.     | [ 9 ]  |

### Lekkoatletyka
| Zawodnik              | Konkurencja               | Eliminacje | Eliminacje | Finał     | Finał   | Pozycja | Źródła        |
| Zawodnik              | Konkurencja               | Czas       | Pozycja    | Czas      | Pozycja | Pozycja | Źródła        |
| --------------------- | ------------------------- | ---------- | ---------- | --------- | ------- | ------- | ------------- |
| Marwa Bouzayani       | 3000 m z przeszkodami (k) | 9:10,91 ·  | 6.         | NQ        | NQ      | 16.     | [ 10 ]        |
| Ahmed Jaziri          | 3000 m z przeszkodami (m) | 8:18,33 ·  | 5.         | 8:08,02 · | 5.      | 5.      | [ 11 ] [ 12 ] |
| Mohamed Amin Jhinaoui | 3000 m z przeszkodami (m) | 8:25,24    | 4.         | 8:07,73 · | 4.      | 4.      | [ 11 ] [ 12 ] |

### Łucznictwo
| Zawodniczka    | Konkurencja       | Runda rankingowa | Runda rankingowa | 1/32 finału         | 1/16 finału         | 1/8 finału          | Ćwierćfinał         | Półfinał            | Finał               | Pozycja | Źródła |
| Zawodniczka    | Konkurencja       | Wynik            | Pozycja          | Przeciwniczka Wynik | Przeciwniczka Wynik | Przeciwniczka Wynik | Przeciwniczka Wynik | Przeciwniczka Wynik | Przeciwniczka Wynik | Pozycja | Źródła |
| -------------- | ----------------- | ---------------- | ---------------- | ------------------- | ------------------- | ------------------- | ------------------- | ------------------- | ------------------- | ------- | ------ |
| Rihab El Walid | indywidualnie (k) | 593              | 62.              | Yang P 3-7          | NQ                  | NQ                  | NQ                  | NQ                  | NQ                  | 33.     | [ 13 ] |

### Pływanie
| Zawodnik           | Konkurencja                | Eliminacje | Eliminacje | Finał    | Finał   | Pozycja | Źródła |
| Zawodnik           | Konkurencja                | Czas       | Pozycja    | Czas     | Pozycja | Pozycja | Źródła |
| ------------------ | -------------------------- | ---------- | ---------- | -------- | ------- | ------- | ------ |
| Jamila Boulakbèche | 800 m stylem dowolnym (k)  | 9:21,38    | 8.         | NQ       | NQ      | 16.     | [ 14 ] |
| Ahmed Jaouadi      | 400 m stylem dowolnym (m)  | 3:46,19    | 2.         | NQ       | NQ      | 9.      | [ 15 ] |
| Ahmed Jaouadi      | 800 m stylem dowolnym (m)  | 7:42,07    | 1.         | 7:42,83  | 4.      | 4.      | [ 16 ] |
| Ahmed Jaouadi      | 1500 m stylem dowolnym (m) | 14:44,20   | 1.         | 14:43,35 | 6.      | 6.      | [ 17 ] |
| Ahmed Jaouadi      | 10 km (m)                  | DNS        | DNS        | DNS      | DNS     | -       | [ 18 ] |

### Podnoszenie ciężarów
| Zawodnik       | Konkurencja  | Rwanie | Podrzut | Razem | Pozycja | Źródła |
| Zawodnik       | Konkurencja  | Wynik  | Wynik   | Razem | Pozycja | Źródła |
| -------------- | ------------ | ------ | ------- | ----- | ------- | ------ |
| Karem Ben Hnia | do 73 kg (m) | 149    | 181     | 330   | 8.      | [ 19 ] |

### Strzelectwo
| Zawodnik    | Konkurencja                    | Kwalifikacje | Kwalifikacje | Finał | Finał   | Pozycja | Źródła |
| Zawodnik    | Konkurencja                    | Wynik        | Pozycja      | Wynik | Pozycja | Pozycja | Źródła |
| ----------- | ------------------------------ | ------------ | ------------ | ----- | ------- | ------- | ------ |
| Olfa Charni | pistolet pneumatyczny 10 m (k) | 565-10x      | 34.          | NQ    | NQ      | 34.     | [ 20 ] |

### Szermierka
| Zawodnik         | Konkurencja              | 1/32 finału      | 1/16 finału      | 1/8 finału       | Ćwierćfinał      | Półfinał         | Finał/BM         | Pozycja | Źródła |
| Zawodnik         | Konkurencja              | Przeciwnik Wynik | Przeciwnik Wynik | Przeciwnik Wynik | Przeciwnik Wynik | Przeciwnik Wynik | Przeciwnik Wynik | Pozycja | Źródła |
| ---------------- | ------------------------ | ---------------- | ---------------- | ---------------- | ---------------- | ---------------- | ---------------- | ------- | ------ |
| Yasmine Daghfous | szabla indywidualnie (k) | Kehli W 15-12    | Balzer P 9-15    | NQ               | NQ               | NQ               | NQ               | 31.     | [ 21 ] |
| Farès Ferjani    | szabla indywidualnie (m) | BYE              | Gu W 15-8        | Gémesi W 15-14   | Shen W 15-14     | El-Sisi W 15-11  | Oh P 11-15       | srebro  | [ 22 ] |

### Taekwondo
| Zawodnik                | Konkurencja  | 1/8 finału       | Ćwierćfinał      | Półfinał         | Repasaż          | Finał             | Pozycja | Źródła |
| Zawodnik                | Konkurencja  | Przeciwnik Wynik | Przeciwnik Wynik | Przeciwnik Wynik | Przeciwnik Wynik | Przeciwnik Wynik  | Pozycja | Źródła |
| ----------------------- | ------------ | ---------------- | ---------------- | ---------------- | ---------------- | ----------------- | ------- | ------ |
| Ikram Dahri             | do 49 kg (k) | Souza W 2-1      | Stojković P 1-2  | NQ               | NQ               | NQ                | 9       | [ 23 ] |
| Mohamed Khalil Jendoubi | do 58 kg (m) | Korniejew W 2-0  | Lewis W 2-0      | Park P 0-2       | -                | Vicente W 2-0     | brąz    | [ 24 ] |
| Firas Katoussi          | do 80 kg (m) | Sejranovic W 2-0 | Hrnic W 2-0      | Nickolas W 2-0   | -                | Barkhordari W 2-0 | złoto   | [ 25 ] |
| Chaim Toumi             | do 57 kg (k) | Dillon W 2-1     | Kiani P 1-2      | NQ               | Alizadeh P 0-2   | NQ                | 7.      | [ 26 ] |

### Tenis ziemny
| Zawodnik      | Konkurencja | 1. runda                    | 2. runda         | 3. runda         | Ćwierćfinał      | Półfinał         | Finał/BM         | Pozycja | Źródła |
| Zawodnik      | Konkurencja | Przeciwnik Wynik            | Przeciwnik Wynik | Przeciwnik Wynik | Przeciwnik Wynik | Przeciwnik Wynik | Przeciwnik Wynik | Pozycja | Źródła |
| ------------- | ----------- | --------------------------- | ---------------- | ---------------- | ---------------- | ---------------- | ---------------- | ------- | ------ |
| Moez Echargui | singel (m)  | Evans P 1-2 (2-6, 6-4, 2-6) | NQ               | NQ               | NQ               | NQ               | NQ               | 33.     | [ 27 ] |

### Wioślarstwo
| Zawodnik                     | Konkurencja | Eliminacje | Eliminacje | Repasaż | Repasaż | Ćwierćfinał | Ćwierćfinał | Półfinał | Półfinał | Finał            | Finał   | Pozycja | Źródła |
| Zawodnik                     | Konkurencja | Czas       | Pozycja    | Czas    | Pozycja | Czas        | Pozycja     | Czas     | Pozycja  | Czas             | Pozycja | Pozycja | Źródła |
| ---------------------------- | ----------- | ---------- | ---------- | ------- | ------- | ----------- | ----------- | -------- | -------- | ---------------- | ------- | ------- | ------ |
| Selma Dhaouadi Khadija Krimi | LW2x        | 7:31,19    | 5.         | 7:25,21 | 3.      | -           | -           | 7:26,39  | 6.       | 7:21,65 Finał B  | 5.      | 11.     | [ 28 ] |
| Mohamed Taieb                | M1x         | 7:10,13    | 5.         | 7:11,57 | 3.      | NQ          | NQ          | 7:29,64  | 2.       | 7::00,31 Finał E | 2.      | 26.     | [ 29 ] |

### Zapasy
| Zawodnik       | Konkurencja                     | 1/8 finału       | Ćwierćfinał      | Półfinał         | Repasaż          | Finał/BM         | Pozycja | Źródła |
| Zawodnik       | Konkurencja                     | Przeciwnik Wynik | Przeciwnik Wynik | Przeciwnik Wynik | Przeciwnik Wynik | Przeciwnik Wynik | Pozycja | Źródła |
| -------------- | ------------------------------- | ---------------- | ---------------- | ---------------- | ---------------- | ---------------- | ------- | ------ |
| Siwar Bousetta | do 62 kg (k)                    | Bullen P 2-12    | NQ               | NQ               | NQ               | NQ               | 13      | [ 30 ] |
| Soleymen Nasr  | do 67 kg w stylu klasycznym (m) | Sylla P 1-1      | NQ               | NQ               | NQ               | NQ               | 11.     | [ 31 ] |
| Zaineb Sghaier | do 76 kg (k)                    | Rentería P 4-8   | NQ               | NQ               | NQ               | NQ               | 10.     | [ 32 ] |